# Tashkent Challenger 2008
Il Tashkent Challenger 2008 è stato un torneo di tennis facente parte della categoria ATP Challenger Series nell'ambito dell'ATP Challenger Series 2008. Il torneo si è giocato a Tashkent in Uzbekistan dal 13 al 19 ottobre 2008 su campi in cemento e aveva un montepremi di $125 000+H.

## Vincitori

### Singolare
Lu Yen-hsun ha battuto in finale  Mathieu Montcourt con il punteggio di 6–3, 6–2

### Doppio
Flavio Cipolla /  Pavel Šnobel hanno battuto in finale  Michail Elgin /  Aleksandr Kudrjavcev con il punteggio di 6–3, 6–4